# Заремби (Пшасниський повіт)
Заремби (пол. Zaręby) — село в Польщі, у гміні Хожеле Пшасниського повіту Мазовецького воєводства.
Населення — 886 осіб (2011).
У 1975-1998 роках село належало до Остроленцького воєводства.

## Демографія
Демографічна структура станом на 31 березня 2011 року:
|          | Загалом | Допрацездатний вік | Працездатний вік | Постпрацездатний вік |
| -------- | ------- | ------------------ | ---------------- | -------------------- |
| Чоловіки | 456     | 125                | 292              | 39                   |
| Жінки    | 430     | 112                | 229              | 89                   |
| Разом    | 886     | 237                | 521              | 128                  |